# Dzikie Siklawy
Dzikie Siklawy – dwa wodospady na progu skalnym oddzielającym Dolinę Zieloną Kieżmarską od Doliny Dzikiej. Są to:
- Miedziana Siklawa (słow. Medený vodopád) – wodospad na potoku wypływającym z Miedzianej Kotliny (odnoga Doliny Dzikiej),
- Długi Wodospad (Dlhý vodopád) – wodospad na potoku wypływającym z Doliny Dzikiej. Znajduje się po zachodniej stronie Miedzianego Wodospadu.

Obydwa wodospady wyrzeźbiły w skale głębokie koryto. Poniżej progu skalnego Doliny Dzikiej woda z wodospadów łączy się w jeden potok uchodzący do Zielonego Stawu Kieżmarskiego. Obok wodospadów prowadzi wydeptana ścieżka do Doliny Dzikiej z ubezpieczeniami (klamry, łańcuchy), jednak dla turystów jest ona zamknięta. Turyści mogą oglądać te wodospady z Doliny Zielonej Kieżmarskiej.